# Port lotniczy Sanya-Phoenix
Port lotniczy Sanya-Phoenix (IATA: SYX, ICAOP: ZJSY) – międzynarodowy port lotniczy położony w Sanya, na wyspie Hajnan, w Chińskiej Republice Ludowej. W 2008 obsłużył ponad 6 mln pasażerów.

## Linie lotnicze i połączenia
| Linia Lotnicza            | Kierunek |
| ------------------------- | --- |
| 9 Air                     | 1. Chengdu-Tianfu 2. Guangzhou |
| Aerofłot                  | 1. Chabarowsk 2. Krasnojarsk 3. Moskwa-Szeremietiewo 4. Nowosybirsk 5. Władywostok 6. Jekaterynburg |
| Air Busan                 | 1. Pusan |
| Chang’an Airlines         | 1. Zhijiang 2. Nanyang 3. Xi’an 4. Yichang |
| Air China                 | 1. Pekin 2. Chengdu-Shuangliu 3. Chengdu-Tianfu |
| Air Guilin                | 1. Guilin |
| Beijing Capital Airlines  | 1. Pekin-Daxing 2. Changchun 3. Changsha 4. Chengdu-Shuangliu 5. Chengdu-Tianfu 6. Chifeng 7. Dazhou 8. Fuzhou 9. Guiyang 10. Hangzhou 11. Harbin 12. Hefei 13. Hengyang 14. Hohhot 15. Jinan 16. Korla 17. Lanzhou 18. Linyi 19. Nanchang 20. Nankin 21. Nanning 22. Shenyang 23. Shijiazhuang 24. Tiencin 25. Wuhan 26. Xi’an 27. Yichun 28. Yinchuan 29. Zhengzhou |
| Cambodia Airways          | 1. Phnom Penh 2. Singapur |
| Chengdu Airlines          | 1. Changsha 2. Chengdu-Shuangliu 3. Shenyang 4. Zhengzhou 5. Zunyi |
| China Eastern Airlines    | 1. Pekin-Daxing 2. Dalian 3. Kunming 4. Liuzhou 5. Nankin 6. Szanghaj-Pudong 7. Singapur 8. Taiyuan 9. Wuhan 10. Wuxi 11. Xi’an |
| China Express Airlines    | 1. Hohhot 2. Quzhou 3. Yan’an |
| China Southern Airlines   | 1. Anyang 2. Pekin-Daxing 3. Changchun 4. Changsha 5. Chongqing 6. Dalian 7. Daqing 8. Delhi 9. Guangzhou 10. Hangzhou 11. Harbin 12. Jieyang 13. Jixi 14. Kunming 15. Nankin 16. Szanghaj-Pudong 17. Shenyang 18. Shenzhen 19. Urumczi 20. Wuhan 21. Yiwu 22. Zhanjiang 23. Zhengzhou 24. Zhuhai                                                                     |
| Chongqing Airlines        | 1. Chongqing |
| Colorful Guizhou Airlines | 1. Guiyang |
| Donghai Airlines          | 1. Changsha 2. Nantong |
| Fuzhou Airlines           | 1. Harbin 2. Jinggangshan 3. Wuhu |
| Grand China Air           | 1. Pekin 2. Changsha |
| GX Airlines               | 1. Fuyang 2. Jining 3. Luoyang 4. Nanning |
| Hainan Airlines           | 1. Pekin 2. Changchun 3. Chengdu-Shuangliu 4. Chongqing 5. Dalian 6. Guangzhou 7. Guiyang 8. Hangzhou 9. Harbin 10. Hefei 11. Hohhot 12. Jinan 13. Jingzhou 14. Lanzhou 15. Nanchang 16. Nankin 17. Nanning 18. Shenyang 19. Shenzhen 20. Taiyuan 21. Tiencin 22. Urumczi 23. Wuhan 24. Xi’an 25. Yichang 26. Yueyang 27. Zhengzhou 28. Zunyi                         |
| Hebei Airlines            | 1. Nanchang 2. Shijiazhuang |
| HK Express                | 1. Hongkong |
| Hong Kong Airlines        | 1. Hongkong |
| Hunnu Air                 | 1. Ułan Bator |
| Juneyao Airlines          | 1. Qingdao 2. Szanghaj-Hongqiao 3. Szanghaj-Pudong 4. Wuxi |
| Lion Air                  | Czartery: 1. Dżakarta |
| Loong Air                 | 1. Hangzhou 2. Harbin |
| Lucky Air                 | 1. Chengdu-Tianfu 2. Kunming 3. Zhengzhou |
| MIAT Mongolian Airlines   | 1. Ułan Bator |
| Okay Airways              | 1. Hangzhou 2. Harbin 3. Lanzhou 4. Nanning 5. Tiencin |
| Qingdao Airlines          | 1. Changchun 2. Yangzhou |
| Rossiya Airlines          | 1. Krasnojarsk |
| SCAT Airlines             | 1. Ałmaty 2. Astana |
| Shandong Airlines         | 1. Jinan |
| Shanghai Airlines         | 1. Szanghaj-Hongqiao 2. Szanghaj-Pudong |
| Shenzhen Airlines         | 1. Harbin 2. Huizhou 3. Nantong 4. Shenyang 5. Shenzhen 6. Wenzhou 7. Yuncheng |
| Sichuan Airlines          | 1. Pekin 2. Changchun 3. Changsha 4. Changzhou 5. Chengdu-Shuangliu 6. Chongqing 7. Ganzhou 8. Guilin 9. Guiyang 10. Harbin 11. Jinan 12. Lanzhou 13. Luzhou 14. Mianyang 15. Nankin 16. Ningbo 17. Shenyang 18. Taiyuan 19. Urumczi 20. Xi’an 21. Xining 22. Yantai 23. Yibin 24. Yinchuan 25. Zhengzhou                                                             |
| Spring Airlines           | 1. Ningbo 2. Szanghaj-Pudong 3. Tiencin |
| Thai Lion Air             | 1. Bangkok-Don Muang |
| Tianjin Airlines          | 1. Chongqing 2. Guiyang 3. Hengyang 4. Tiencin 5. Urumczi 6. Xi’an 7. Zunyi |
| Tibet Airlines            | 1. Chengdu-Shuangliu |
| T’way Airlines            | 1. Seul-Inczon |
| West Air                  | 1. Chongqing 2. Quanzhou 3. Xuzhou |
| Xiamen Air                | 1. Changsha 2. Fuzhou 3. Hangzhou 4. Qingdao 5. Tiencin 6. Xiamen |